# Петрушинский сельский совет (Черниговский район)
Петру́шинский се́льский сове́т (укр. Петру́шинська сільська́ ра́да) — входит в состав Черниговского района Черниговской области Украины.
Административный центр сельского совета находится в селе Петрушин. Почтовый адрес: 15521, Черниговская обл., Черниговский р-н, с. Петрушин, ул. Черниговская, 57, тел. 68-65-31.

## История
Впервые в исторических документах Петрушин упоминается в 1623 г. Советская власть установлена в январе 1918 года. В годы Великой Отечественной войны на территории села велись ожесточённые бои. Село оккупировано гитлеровцами в сентябре 1941, освобождено в сентябре 1943 года.

## Населённые пункты совета
- с. Петрушин